# Морень (Васлуй)
Морень, Морені (рум. Moreni) — село у повіті Васлуй в Румунії. Входить до складу комуни Делень.
Село розташоване на відстані 263 км на північний схід від Бухареста, 13 км на південь від Васлуя, 72 км на південь від Ясс, 122 км на північ від Галаца.

## Населення
За даними перепису населення 2002 року у селі проживали 47 осіб, усі — румуни. Усі жителі села рідною мовою назвали румунську.